# Kojonup Shire
Koordinaten: 33° 50′ S, 117° 9′ O

Das Shire of Kojonup ist ein lokales Verwaltungsgebiet (LGA) im australischen Bundesstaat Western Australia. Das Gebiet ist 2.931 km² groß und hat etwa 1900 Einwohner (2021).
Kojonup liegt im Südosten des Staates etwa 240 km südöstlich der Hauptstadt Perth. Das Shire besteht aus 12 Orten und Ortsteilen: Boilup, Boscabel, Changerup, Cherry Tree Pool, Jingalup, Kojonup, Lumeah, Mobrup, Muradup, Orchid Valley, Qualeup und Ryans Brook. Der Sitz des Shire Councils befindet sich in der Ortschaft Kojonup, wo etwa 880 Einwohner leben (2021).

## Verwaltung
Der Kojonup Council hat sieben Mitglieder. Sie werden von allen Bewohnern der LGA gewählt. Kojonup ist nicht in Bezirke unterteilt. Aus dem Kreis der Councillor rekrutiert sich auch der Ratsvorsitzende und Shire President.